# أواخر العصر الجليدي

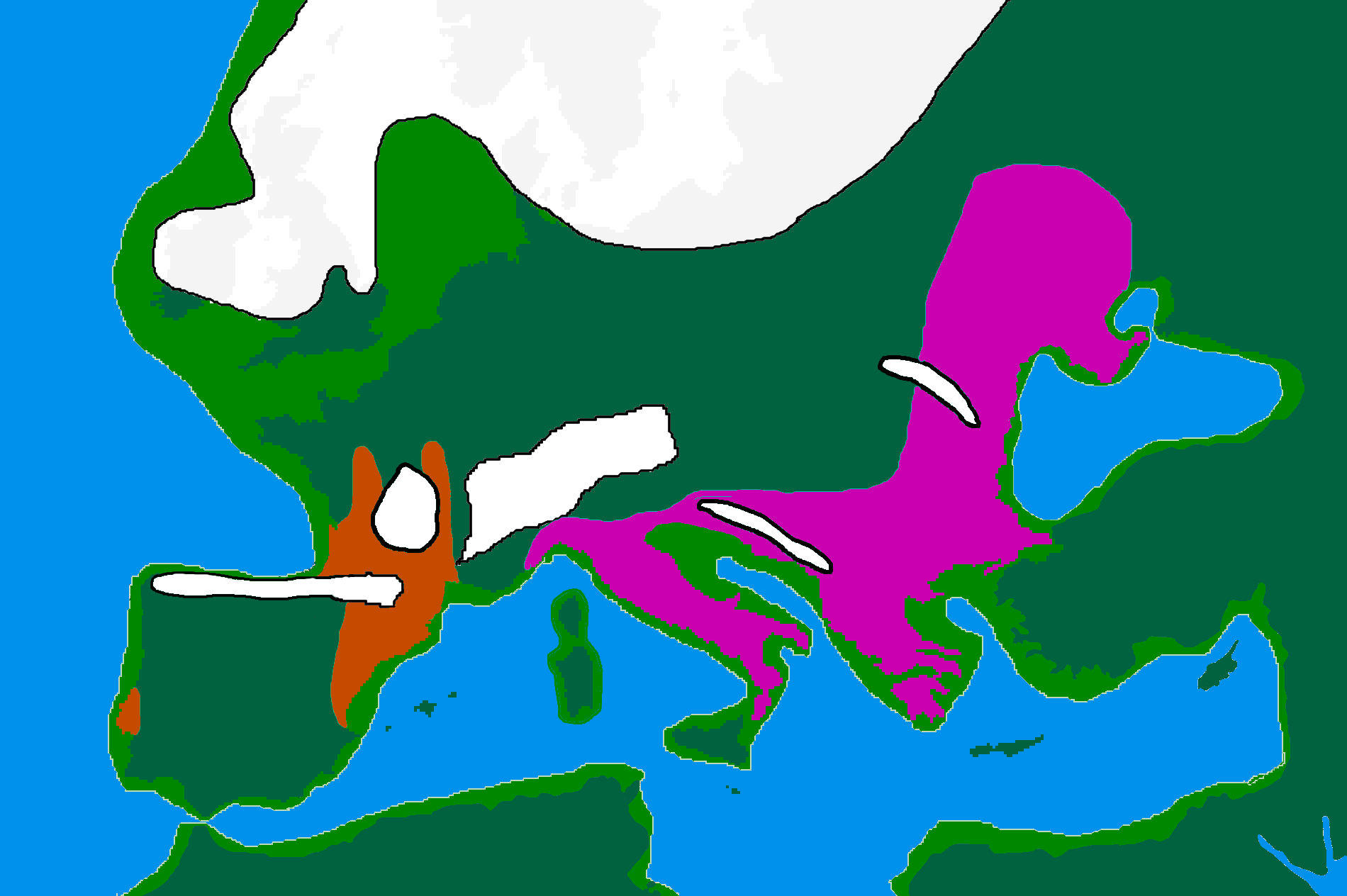
خريطة أوروبا قبل 20 ألف سنة.

أواخر العصر الجليدي (منذ 13,000–10,000 سنة مضت)، أو تارديجلاسيال هو تعريف أساسي لبداية الفترة الدافئة الحديثة، حيث ارتفعت درجة حرارة المناخ في نصف الأرض الشمالي بشكل كبير، مسببة تسارع عملية تراجع الجليد التي تلت آخر أقصى تجلد منذ 25,000–13,000 سنة مضت، في هذا الوقت كان البشر قد اجبروا في وقت سابق إلى الانتقال إلى مناطق لجوء كنتيجة لآخر أقصى تجلد، وبدأوا تدريجيًا في إستيطان أوراسيا وأخيرًا استيطان الأمريكيتين عبر بيرنجيا لأول مرة.

## انظر ايضًا
- عصر جليدي
- عصر جليدي أخير